# Stars and Stripes (imbarcazione)
Stars and Stripes è una serie di imbarcazioni guidate da Dennis Conner nell'America's Cup. Il nome Stars and Stripes deriva dalla denominazione usata per indicare la bandiera degli Stati Uniti d'America

## 12 metri SI
America's Cup 1987
Finanziate dal Sail America Foundation, commissionò quattro imbarcazioni da 12 metri JI per supportare la campagna di Dennis Conner, in rappresentanza dello San Diego Yacht Club per la conquista dell'America's Cup 1987.
- US 53 Stars and Stripes 83 costruita nel 1985 da Geraghty Marine, disegnata da Chance/Nelson/Pedrick.
- US 54 Stars and Stripes 85 costruita nel 1985 da Robert E. Derektor Inc., disegnata da Chance/Nelson/Pedrick. Si dimostrò che fu più veloce di US 53.
- US 56 Stars and Stripes 86 costruita nel 1987 da Robert E. Derektor Inc., disegnata da Chance/Nelson/Pedrick.[1][2] Disegnata con una chiglia diversa e con più superficie velica.
- US 55 Stars and Stripes 87 costruita nel 1987 da Robert E. Derektor Inc., disegnata da Chance/Nelson/Pedrick.[1][3] Progettata e costruita con l'esperienza acquisita dai primi tre disegni. Stars and Stripes ha vinto 87 prove, per selezionare il defender e andò a sconfiggere il defender australiano Kookaburra III per 4-0 nell'America's Cup 1987 e riportò la coppa negli Stati Uniti.

## Catamarani
America's Cup 1988
Senza restrizioni a causa delle norme nel 1988, Dennis Conner e John Marshall che seguiva l'evoluzione tecnica chiesero aiuto ai progettisti Gino Morelli, Britton Chance e a Hubbart & MacLane, per costruire un rivoluzionario catamarano, US 1 Stars and Stripes, che ha sconfitto KZ1, il challenge della Nuova Zelanda. Il team neozelandese denunciò la squadra statunitense e vinse l'America's Cup alla Corte Suprema di New York, tuttavia, gli statunitensi presentarono ricorso e il San Diego Yacht Club vinse l'appello.
Dennis Conner scelse così di utilizzare un catamarano, perché la sfida a sorpresa del proprietario dei neozelandesi sir Michael Fay lasciava poco tempo per la progettazione di un 12 metri JI competitivo che potesse difendere la coppa. Così come i neozelandesi usarono il Deed of Gift come base per la loro sfida, allo stesso modo fecero gli statunitensi, approfittando del fatto che nell'atto di donazione non ci sono stati espliciti requisiti di progettazione dell'imbarcazione. Così il San Diego Yacht Club e Dennis Conner optarono per la costruzione di un multiscafo certamente più veloce di un 12 metri JI. Stars and Stripes costruì due catamarani, uno per un vento convenzionale leggero (S1 Stars and Stripes), l'altro per un vento forte (H3 Stars and Stripes). Quest'ultimo si dimostrò più veloce e venne utilizzato per la difesa della coppa.

## America's Cup Class
America's Cup 1992
Dennis Conner perse con USA 11 Stars and Stripes le finali nazionali di selezione del defender, la Citizen Cup. Venne sconfitto da America³ di Bill Koch.
America's Cup 1995
L'imbarcazione di Conner vinse la 1995 Citizen Cup con USA 34 Stars and Stripes contro Young America USA 36 Young America e America³ USA 43 Mighty Mary (imbarcazione con equipaggio femminile). Conner però decise di utilizzare Young America per la difesa della coppa, in quanto la sua USA 34 si era dimostrata più lenta delle altre imbarcazioni della Citizen Cup. Non servì a molto questa sua decisione in quanto venne sonoramente battuto per 5-0 da Team New Zealand nella finale dell'America's Cup 1995
America's Cup 2000
Stars and Stripes arriva al round robin di semifinale; arrivata a pari punti con Luna Rossa e con un match race in cui serviva la vittoria, non arriva in finale dopo aver perso a sorpresa contro America True.
America's Cup 2003
In questa edizione Conner non ottenne grandi risultati e questa fu l'ultima campagna di America's Cup.
America's Cup 2007
Conner ha annunciato che non avrebbe potuto aumentare i fondi sufficienti per un'altra sfida di Coppa. Questa è probabilmente la fine della strada per il team di Dennis Conner e per l'imbarcazione di Stars and Stripes.